# Rozana Montiel
Rozana Montiel (Ciudad de México, 1972) es una arquitecta e investigadora  mexicana, fundadora y directora del despacho Rozana Montiel - Estudio de Arquitectura.
Es egresada de la licenciatura Arquitectura y Planificación Urbana en la Universidad Iberoamericana, estudió la Maestría en Teoría y Crítica de Arquitectura en la Universidad Politécnica de Cataluña en Barcelona.

## Proyectos

### Común-Unidad
Realizado en 2015, el proyecto Común-Unidad consistió en la rehabilitación  de un espacio público en la unidad San Pablo Xalpa, alcaldía Azcapotzalco, Ciudad de México. El propósito  fue transformar el vecindario en una unidad común, involucrando a vecinos en el proceso de diseño. Anteriormente, las barreras que dividían el espacio público eran inflexibles. Montiel y sus colaboradores observaron que los habitantes de la unidad extendían su espacio privado en espacios compartidos, poniendo carpas improvisadas durante reuniones y fiestas. Al final del proyecto, la contribución de los habitantes hizo que se cambiará la percepción del espacio público, una vez que se quitaron las barreras.

### Cancha
Fue un proyecto de 2015, desarrollado por Montiel para INFONAVIT, ubicado en el fraccionamiento de Puente Moreno en Boca del Río, Veracruz. Cancha involucra 8000 viviendas de dos plantas. Previo al proyecto, las áreas comunes no estaban diseñas para la convivencia vecinal. El área de 788 m², en la que  hoy se encuentra el proyecto, fue una pista deportiva con poco mobiliario urbano y escasa vegetación. La cubierta que se construyó durante el proyecto, permite albergar espacio para biblioteca, oficina, sala de usos múltiples y gradas.

### Stand Ground
Fue la pieza que presentó Rozana Montiel - Estudio de Arquitectura en la 16. Muestra Internacional de la Bienal de Arquitectura de Venecia FREESPACE, comisariada por Yvonne Farrell y Shelley McNamara, que se inauguró el 24 de mayo de 2018 en El Arsenal de Venecia, Italia. El nombre de la pieza significa Sostener terreno/Defender una postura.
«Queríamos que fuera una pieza que abriera el espacio y no lo cerrara. Que en un minuto se pudiera entender que el muro se convierte en piso y que el espacio público se integra al privado, se rompen estas barreras, se diluyen las barreras».

## Obra
Su interés por arquitectura surge de la intención de combinar arte y espacio. Según Montiel, la línea entre arte y arquitectura es muy delgada, y su trabajo pretende ir hacia el límite del arte. Sobre el rol de la arquitectura:
«Es una responsabilidad, más que un rol. Como arquitecta, se debe estar al tanto del entorno social. La arquitectura no se trata solo de la edificación, tiene que ver una construcción social».

## Premios y menciones
- 2019 Global Award for Sustainable Architecture[11]
- 2018 Ganadora del MCHAP “Mies Crown Hall Americas Prize” para arquitectura emergente, con el proyecto Common Unity[12]
- 2017 Ganadora, en los Archmarathon Awards de Miami, del premio Overall Award y primer lugar en la categoría Moving[13]
- 2017 Ganadora del Premio Moira Gemmill para Arquitectura Emergente[14]
- 2016 Nominada para el Premio de Arquitectura otorgado por The Schelling Foundation[15]
- Medalla de Plata 2016 – XIV Bienal Nacional de Arquitectura Mexicana con el proyecto “Common-Unity”[16]
- Premio Emerging Voices 2016 – The Architectural League of New York[17]